# Song Jiaoren
Dans ce nom, le nom de famille, Song, précède le nom personnel.
Song Jiaoren (en chinois : 宋教仁 ; pinyin : Sòng Jiàorén ; Wade : Sung Chiao-jen), né le 5 avril 1882 à Taoyuan, dans la province du Hunan, en Chine et mort le 22 mars 1913 à Shanghai, également en Chine, était un révolutionnaire chinois et un dirigeant politique. Il a notamment fondé, avec Sun Yat-sen, le parti nationaliste chinois ou Kuomintang.

## Biographie

### Jeunesse
Song Jiaoren est né et a été élevé dans la province du Hunan. Quand il avait 6 ans, Song Jiaoren a commencé son éducation dans une école privée. À 17 ans, il a commencé à étudier l'université Zhangjiang et eut d'excellentes notes.

### Carrière
En 1903, Song Jiaoren rejoignit le mouvement révolutionnaire. Lui et Huang Xing ont formé l'organisation révolutionnaire Huaxinghui en 1904.

En 1905, avec Sun Yat-sen, Song participa à la création du Tongmenghui, une organisation dont le but était de renverser la dynastie Qing et de former une république ; il en fut l'un des dirigeants. Après la naissance de la République de Chine, Song aida à la fusion du Tongmenghui avec d'autres groupements pour former le Guomindang (ou Parti nationaliste), rapidement interdit par Yuan Shikai.

### Tentative d'assassinat et mort
Il meurt, le 22 mars 1913, des blessures subies lors d’une tentative d’assassinat qui eut lieu le 20 mars 1913 vers 10h40 à la billetterie de la gare de Shanghai, où il était venu en tant qu’orateur favorable au système de cabinet ministériel à l'invitation de Yuan Shikai,. Celui-ci était considéré par les médias chinois comme l'homme le plus probablement derrière ce coup mais, à cause du manque de preuves, il n'a pas été accusé.

La mort de Song fut l'une des causes de la deuxième révolution.